# Antoni Bellver i Torlà
Antoni Bellver i Torlà (Castelló de la Plana, 1962) és analista de tecnologia educativa a la Universitat Jaume I (UJI).
És a la xarxa des de 1991, quan l'UJI, acabada de crear, s'hi connecta. Aleshores treballava al servei d'informàtica de la universitat. “Com que part de les nostres preocupacions eren la distribució d'informació dins dels campus participe en els projectes d'instal·lació d'un Gopher (1992) —que acabaria mantenint la llista de servidors Gopher de l'Estat espanyol— i, posteriorment, un servidor www (1993) —el primer servidor web amb accés públic a l'Estat espanyol. En aquesta època inicial també ens dediquem a l'evangelització de les possibilitats en el món acadèmic i cultural del nou mitjà”, explica Toni Bellver.
Entre 1996 i 1999 va continuar treballant amb el mateix equip en la posada en marxa del directori de recursos dónde?. Posteriorment va passar al Centre d'Educació i Noves Tecnologies de la mateixa universitat, on actualment treballa com a analista de tecnologia educativa en projectes de l'àrea de docència: campus virtuals, e-portfolis, MOOC.